# Attitude (psychologie)
Pour les articles homonymes, voir Attitude.
 (juin 2008).
Si vous disposez d'ouvrages ou d'articles de référence ou si vous connaissez des sites web de qualité traitant du thème abordé ici, merci de compléter l'article en donnant les références utiles à sa vérifiabilité et en les liant à la section « Notes et références ».
L'attitude est l'« état d'esprit » d'un sujet ou d'un groupe vis-à-vis d'un objet, d'une action, d'un autre individu ou groupe. Elle ressort au savoir-être de quelqu'un. C'est une prédisposition mentale à agir de telle ou telle façon. Elle désigne surtout une intention et n'est donc pas directement observable.
L'attitude est un concept indispensable dans l’explication du comportement social et une notion nécessaire dans l'explication des réactions devant une tâche.
Il existe autant de définitions de la notion d'attitude que d'auteurs. Par exemple, Gordon Allport définit la notion d'attitude comme étant « un état mental et neuropsychologique de préparation de l'action, organisé à la suite de l'expérience et qui concerne une influence dynamique sur le comportement de l'individu vis-à-vis de tous les objets et de toutes les situations qui s'y rapportent » (voir aussi : conditionnement).

## Modèle Tripartite de Rosenberg (1960)
La théorie tri-componentielle des attitudes (Rosenberg et Hovland, in Rosenberg 1960) est, comme beaucoup d'autres concepts majeurs de la psychologie sociale, une idée développée dès le début du siècle. Rosenberg et Hovland distinguent trois dimensions dans les attitudes qu'ils nomment composantes, qui se retrouveront en fait dans tous les concepts majeurs de la psychologie sociale s'appliquant au sujet psychosocial.
- Une composante affective qui concerne les émotions positives ou négatives que l’individu a à l’égard de l’objet attitudinal, la prédisposition à évaluer cet objet comme étant bon ou mauvais, intéressant ou inintéressant, etc.
- Une composante cognitive qui fait référence aux connaissances et croyances présentes et passées que l’individu a concernant cet objet ainsi qu’à la crédibilité que l’individu accorde à ces informations.
- Une composante conative qui est une composante énergétique en ce sens qu’elle est relative aux comportements passés et présents de l’individu face à cet objet et à ses intentions comportementales (futur).

Précédemment, la plupart des études ne prenaient en compte qu’un seul de ces aspects.

## Modèle tripartite révisé
Pour Zanna et Rempel, l'attitude s'articule autour de trois composantes distinctes :
- Cognitive : les connaissances que l'on possède de l'objet de l'attitude.

- Affective : affects, sentiments, états d'humeurs que l'objet suscite.

- Conative : consiste en une disposition à agir de façon favorable ou défavorable vis-à-vis de l'objet.

Ainsi, une attitude ne se forme qu'à la réunion de ces 3 composantes.

## Attitudes et actes
« Attitude » et « action » sont deux processus différents.
Ainsi, un sujet peut avoir une attitude différente de son action et vice-versa. Par exemple, un sujet peut manifester une attitude vis-à-vis d'une d'action (vouloir faire grève) sans passer à l'action (réaliser une grève).
Cette différence est souvent relevée comme un « biais » ; notamment dans l'expérience de Kurt Lewin sur la « dynamique de groupe » ou l'expérience de l'« effet boomerang » de Kiesler (1977).

## Les limites de la théorie

### Différents modèles
L'attitude est un phénomène psychologique complexe qui ne fait pas un consensus fixe de la part des psychologues. C'est pourquoi les différents modèles existants en matière d'attitudes connaissent des limites assez importantes. D'ailleurs, les études empiriques rapportent des taux d'explication du comportement par l'attitude qui atteignent en moyenne 50 %.

### La limite des «pulsions»
Une critique majeure de ces modèles est leur déterminisme foncier : les impulsions ne jouent aucun rôle dans ces modèles. Or, si les impulsions ne peuvent jouer aucun rôle, on ne peut donc pas savoir ce qui déclenche le comportement, ni à quel moment il est déclenché. Même s'il s'agit d'un comportement ponctuel ; par exemple : un sujet peut raffoler des fraises, mais cela ne signifie pas qu'il n'arrêtera jamais d'en manger au cours d'une journée donnée.

## Mesure des attitudes
En psychométrie, il est fréquent de tenter de mesurer des attitudes sous forme déclarative, via des questionnaires comportant des échelles comme celles dites de Likert ou d'Osgood, et bien d'autres.